# Heinrich Mühl
Heinrich Mühl (* 22. April 1901 in Bonyhád, Königreich Ungarn; † 6. Januar 1963 in Mühlhausen) war ein deutscher Zahnarzt und Politiker des Gesamtdeutschen Blocks/Bundes der Heimatvertriebenen und Entrechteten (GB/BHE).

## Leben und Beruf
Heinrich Mühl wurde am 22. April 1901 als Sohn eines Deutschen im ungarischen Bonyhád geboren. Nach dem Abitur nahm er ein Studium der Zahnmedizin an den Universitäten in Budapest, Pécs und Hamburg auf, das er mit der Promotion zum Dr. med. dent. beendete. Während seines Studiums trat er in die Studentenverbindung Suevia ein. Seit 1929 praktizierte er als Zahnarzt in Bonyhád. Er war ab März 1941 Direktoriumsmitglied der Sparkassen- und Bank AG in Pécsvárad und ab 1942 Vorsitzender der Agronomia – Zentrale Milch- und Verwertungsgenossenschaft (MILAG). 1944 wurde er zur Honvéd eingezogen. Gegen Ende des Zweiten Weltkrieges betreute er die volksdeutschen Flüchtlinge in Salzburg und Linz.
Nach dem Kriegsende verblieb Mühl zunächst in Österreich. Er siedelte 1948 nach Deutschland über, ließ sich in Mühlhausen bei Heidelberg nieder und arbeitete dort als praktizierender Zahnarzt. Obwohl er 1945 in Ungarn auf die Kriegsverbrecherliste gesetzt worden war, lieferten die deutschen Behörden ihn nicht aus. Heinrich Mühl starb am 6. Januar 1963 in Mühlhausen.

## Politik
Mühl setzte sich für die deutsche Minderheit in Ungarn ein, war seit 1930 Mitglied des Großen Ausschusses des Volksbildungsvereins und schloss sich später der Volksdeutschen Kameradschaft an. Er war von 1938 bis 1945 Mitglied des Volksbundes der Deutschen in Ungarn und Kreisleiter des Bundes in der Schwäbischen Türkei. Im Januar 1941 übernahm er die Leitung der Wirtschaftsabteilung des Volksbundes. Von 1939 bis 1944 gehörte er dem Ungarischen Parlament an und von 1940 bis 1942 amtierte er als Gebietsführer des Komitates Tolna.
Mühl engagierte sich seit 1948 in Vertriebenenorganisationen in der Amerikanischen Besatzungszone und war stellvertretender Landesvorsitzender des Bundes der Vertriebenen (BdV) in Baden-Württemberg. Als bedeutender und einflussreicher Repräsentant der „deutschbewussten“ Akademiker der Ungarndeutschen führte er den heimatvertriebenenpolitischen Kampf gegen die „ungarischbewussten“ Akademiker um Ludwig Leber an. In den 1950er-Jahren trat er in den BHE ein. Am 9. Juni 1953 rückte er für Siegfried Melinski als Abgeordneter in den baden-württembergischen Landtag nach, dem er bis zum Ende der Legislaturperiode 1956 angehörte.